# Albumy numer jeden w roku 2007 (Polska)
Artykuł prezentuje listę albumów numer jeden w notowaniu OLiS w roku 2007.

## Historia listy
| Data publikacji | Album                               | Wykonawca                     | Źródło |
| --------------- | ----------------------------------- | ----------------------------- | ------ |
| 8 stycznia      | Psałterz wrześniowy                 | Zbigniew Książek, Piotr Rubik | [ 1 ]  |
| 15 stycznia     | Psałterz wrześniowy                 | Zbigniew Książek, Piotr Rubik | [ 2 ]  |
| 22 stycznia     | Psałterz wrześniowy                 | Zbigniew Książek, Piotr Rubik | [ 3 ]  |
| 29 stycznia     | Psałterz wrześniowy                 | Zbigniew Książek, Piotr Rubik | [ 4 ]  |
| 5 lutego        | Dlaczego nie!                       | Muzyka filmowa                | [ 5 ]  |
| 12 lutego       | Not Too Late                        | Norah Jones                   | [ 6 ]  |
| 19 lutego       | Loose                               | Nelly Furtado                 | [ 7 ]  |
| 26 lutego       | Loose                               | Nelly Furtado                 | [ 8 ]  |
| 5 marca         | Loose                               | Nelly Furtado                 | [ 9 ]  |
| 12 marca        | Loose                               | Nelly Furtado                 | [ 10 ] |
| 19 marca        | Loose                               | Nelly Furtado                 | [ 11 ] |
| 26 marca        | Loose                               | Nelly Furtado                 | [ 12 ] |
| 2 kwietnia      | Loose                               | Nelly Furtado                 | [ 13 ] |
| 10 kwietnia     | Joyful                              | Ayo                           | [ 14 ] |
| 16 kwietnia     | Joyful                              | Ayo                           | [ 15 ] |
| 23 kwietnia     | Joyful                              | Ayo                           | [ 16 ] |
| 30 kwietnia     | Loose                               | Nelly Furtado                 | [ 17 ] |
| 14 maja         | Loose                               | Nelly Furtado                 | [ 18 ] |
| 21 maja         | ID                                  | Anna Maria Jopek              | [ 19 ] |
| 28 maja         | ID                                  | Anna Maria Jopek              | [ 20 ] |
| 4 czerwca       | ID                                  | Anna Maria Jopek              | [ 21 ] |
| 11 czerwca      | UniSexBlues                         | Kasia Nosowska                | [ 22 ] |
| 18 czerwca      | ID                                  | Anna Maria Jopek              | [ 23 ] |
| 25 czerwca      | UniSexBlues                         | Kasia Nosowska                | [ 24 ] |
| 2 lipca         | Ślad                                | Kombii                        | [ 25 ] |
| 9 lipca         | The Best Disco... Ever!             | Różni wykonawcy               | [ 26 ] |
| 16 lipca        | The Best Disco... Ever!             | Różni wykonawcy               | [ 27 ] |
| 23 lipca        | The Best Disco... Ever!             | Różni wykonawcy               | [ 28 ] |
| 30 lipca        | RMF FM Najlepsza muzyka pod słońcem | Różni wykonawcy               | [ 29 ] |
| 6 sierpnia      | Diamond Bitch                       | Doda                          | [ 30 ] |
| 13 sierpnia     | Diamond Bitch                       | Doda                          | [ 31 ] |
| 20 sierpnia     | Diamond Bitch                       | Doda                          | [ 32 ] |
| 27 sierpnia     | Diamond Bitch                       | Doda                          | [ 33 ] |
| 3 września      | Diamond Bitch                       | Doda                          | [ 34 ] |
| 10 września     | RMF FM Najlepsza muzyka na imprezę  | Różni wykonawcy               | [ 35 ] |
| 17 września     | Londyn 8:15                         | IRA                           | [ 36 ] |
| 24 września     | Nieprzygoda                         | Happysad                      | [ 37 ] |
| 1 października  | Back to Black                       | Amy Winehouse                 | [ 38 ] |
| 8 października  | Młynarski                           | Raz, Dwa, Trzy                | [ 39 ] |
| 15 października | Młynarski                           | Raz, Dwa, Trzy                | [ 40 ] |
| 22 października | Młynarski                           | Raz, Dwa, Trzy                | [ 41 ] |
| 29 października | Młynarski                           | Raz, Dwa, Trzy                | [ 42 ] |
| 5 listopada     | Feel                                | Feel                          | [ 43 ] |
| 12 listopada    | Feel                                | Feel                          | [ 44 ] |
| 19 listopada    | Feel                                | Feel                          | [ 45 ] |
| 26 listopada    | MTV Unplugged                       | Hey                           | [ 46 ] |
| 3 grudnia       | MTV Unplugged                       | Hey                           | [ 47 ] |
| 10 grudnia      | MTV Unplugged                       | Hey                           | [ 48 ] |
| 17 grudnia      | MTV Unplugged                       | Hey                           | [ 49 ] |
| 24 grudnia      | The Best Christmas Album... Ever!   | Różni wykonawcy               | [ 50 ] |
| 31 grudnia      | The Best Christmas Album... Ever!   | Różni wykonawcy               | [ 51 ] |